# Pelargonium tysonii
Pelargonium tysonii är en näveväxtart som beskrevs av Szyszyl.. Pelargonium tysonii ingår i släktet pelargoner, och familjen näveväxter. Inga underarter finns listade i Catalogue of Life.